# Пирятинський національний природний парк
Пиря́тинський націона́льний приро́дний парк — національний природний парк в Україні. Розташований у межах Лубенського району Полтавської області, в долині річки Удаю, в околицях м. Пирятин та сіл Грабарівка, Давидівка, Березова Рудка, Сасинівка, Гурбинці, Леляки, Усівка, Кейбалівка, Каплинці, Харківці, Дейманівка, Високе, Велика Круча, Повстин, Олександрівка, на території Пирятинського лісництва. 
Парк створено з метою зберегти, відтворити й ефективно використовувати природні комплекси та об'єкти, що мають особливу природоохоронну, оздоровчу, історико-культурну, наукову, освітню і естетичну цінність.

## Історія створення
Природний парк створено 11 грудня 2009 року згідно з Указом Президента України Віктора Ющенка з метою збереження цінних природних та історико-культурних комплексів і об'єктів. До території національного природного парку «Пирятинський» погоджено в установленому порядку включення 12028,42 гектара земель державної власності, у тому числі 5555,14 гектара земель запасу, які надаються національному природному парку в постійне користування, та 6473,28 гектара земель, які включаються до складу національного природного парку без вилучення.

## Процес створення
Згідно з Указом Президента України повинен:
1. забезпечити:
  1. вирішення питання щодо утворення адміністрації національного природного парку «Пирятинський» та забезпечення її функціонування;
  2. затвердження у тримісячний строк у встановленому порядку Положення про національний природний парк «Пирятинський»;
  3. підготовку протягом 2010–2011 років матеріалів та вирішення відповідно до законодавства питання щодо надання 5555,14 гектара земель у постійне користування національному природному парку «Пирятинський», а також розроблення проекту землеустрою щодо відведення земельних ділянок і проекту землеустрою з організації та встановлення меж території національного природного парку, отримання державних актів на право постійного користування земельними ділянками;
  4. розроблення протягом 2010–2012 років та затвердження в установленому порядку Проекту організації території національного природного парку «Пирятинський», охорони, відтворення та рекреаційного використання його природних комплексів і об'єктів;
2. передбачати під час доопрацювання проекту Закону України «Про Державний бюджет України на 2010 рік» та підготовки проектів законів про Державний бюджет України на наступні роки кошти, необхідні для функціонування національного природного парку «Пирятинський».

## Опис
Територія НПП «Пирятинський» репрезентує всі елементи долини р. Удай: ландшафти корінного берега, борової тераси та заплави. У рослинному покриві добре представлені різні типи слаботрансформованих фітоценозів природного та штучного (лісові культури, парки) походження. 
Значні площі на території парку зайняті угрупованнями водної рослинності. Найнижчі ділянки рельєфу репрезентують угруповання водних і прибережно-водних рослин. Вони поширені в межах сучасних заплав. Найпоширенішими є ценози очерету звичайного, як сильно обводнені, так і болотного типу. Досить поширені угруповання з домінуванням рогозу широколистого, лепешняку великого, куги озерної. На плесах водойм поширені угруповання рдесників гребінчастого, блискучого, плаваючого, злаколистого, кучерявого, пронизанолистого, водопериці колосистої, жабурника звичайного. 
На території парку сформовані болотні угруповання евтрофного і мезо- трофного типу. На евтрофних болотах домінують очерет звичайний, осока зближена, осока гостроподібна. У місцях безстічних знижень болота досягають мезотрофної стадії розвитку. Зазвичай тут формуються рідкісні для регіону ценози, в яких співдомінують очерет та осока шерстистоплода, а в моховому ярусі переважають рідкісні для Полтавщини сфагнові мохи. До таких екотопів приурочені рідкісні види рослин бореального походження, які в регіоні розташовані на південній межі суцільного поширення. Значні площі в межах цього типу місцевостей зайняті сінокісними свіжими, вологими та заболоченими луками, на яких, у результаті тривалої експлуатації, сформувався багатий лучними видами флористичний комплекс, що добре репрезентує лучний тип рослинності регіону. Головними домінантами на заболочених луках є гостра, гостроподібна та дворядна осоки, тонконіг болотний, мітлиця пагононосна. Основне флористичне ядро формують трав'янисті рослини гігрофільно-евтрофного екотипу. На вологих луках із низьким ступенем засолення представлені типові для Лівобережного Лісостепу лучні ценози із домінуванням костриці східної. На більш засолених місцевостях домінують тризубець морський, подорожник солончаковий, молочка приморська, ситник Жерарда. 
На боровій терасі р. Удай на свіжих підзолистих ґрунтах поширені соснові різновікові культури та дубово-соснові ліси з досить багатими флористичними комплексами, у складі яких — рідкісні для регіону бореальні елементи. У зниженнях борової тераси з близьким заляганням ґрунтових вод (верховодки) трапляються популяції рідкісних лісових бореальних рослин: плауна булавоподібного, орляка звичайного, грушанки круглолистої, ортилії однобокої, перстача прямостоячого та ін. 
На найвищому рівні профілю (корінний лівий берег), де ґрунтотвірною породою є лесовидні суглинки, представлені два типи природних фітоценозів: лучні степи та широколистяні ліси. Лучні степи представлені кількома фрагментами, приуроченими до схилів південної експозиції та плакору. Основними домінантами в угрупованнях є пирій середній, костриця валіська, куничник наземний, ковила волосиста та ковила периста.

### Флора
Флора нараховує понад 700 видів вищих судинних рослин. Серед яких червонокнижні види: змієголовник Рюйша, зозулинець болотний, ковила волосиста, ковила пірчаста, ковила дніпровська, коручка болотна, коручка чемерникоподібна, лілія лісова, гніздівка звичайна, любка дволиста, любка зеленоквіткова, зозульки м'ясо- червоні, зозулині сльози яйцеподібні, зозульки Фукса, зозульки травневі, косарики тонкі, жировик Льозеля, півники сибірські, півники борові, підсніжник білосніжний, пухирник малий, рябчик руський, сальвінія плаваюча, сон розкритий, сон лучний, горицвіт весняний, шафран сітчастий, тюльпан дібровний. 
Відмічені види рослин, занесені до регіонального списку: аденофора лілієцвіта, бобівник трилистий, валеріана висока, вовче тіло болотне, грушанка круглолиста, грушанка мала, зимолюбка зонтична, під'ялинник звичайний, дзвоники персиколисті, зеленчук жовтий, кизляк китицецвітий, конвалія звичайна, латаття сніжно-біле, орляк звичайний, ортилія однобока, первоцвіт весняний, півники угорські, плаун булавоподібний, проліска сибірська, пухирник звичайний, оман високий, родовик лікарський, хвощ лісовий, хвощ зимуючий, щитник гребенястий, багатоніжка звичайна, черешня, вишня степова, волошка сумська, юринея харківська, льон жовтий, пухівка струнка, вера розмаринолиста, образки болотні, перстач прямостоячий, білозір болотний. 
Угруповання латаття сніжно-білого занесені до Зеленої книги України.

### Фауна
Фауна визначається високим ступенем різноманітності. Серед червонокнижних видів відмічені: лунь польовий, журавель сірий, кульон великий, сорокопуд сірий, лелека чорний, гоголь, крех довгоносий, змієїд, кулик довгоніг, коловодник ставковий, сиворакша, нерозень, баранець великий, шуліка чорний, голуб-синяк, видра річкова, горностай, хом'як звичайний, хом'ячок сірий. 
Відмічені види тварин, занесені до регіонального списку: норець малий, лебідь-шипун, чернь чубата, мухоловка мала, чапля біла велика, чапля біла мала, широконіска, шилохвіст, лунь луговий, боривітер звичайний, кібчик, куріпка сіра, мородунка, турухтан, вальдшнеп, веретенник великий, крячок білощокий, крячок світлокрилий, щеврик луговий, кропивник, чиж, просянка, гадюка звичайна, вуж водяний, часничниця звичайна, тритон гребінчастий, кажанок північний, бобер, вовчок лісовий.

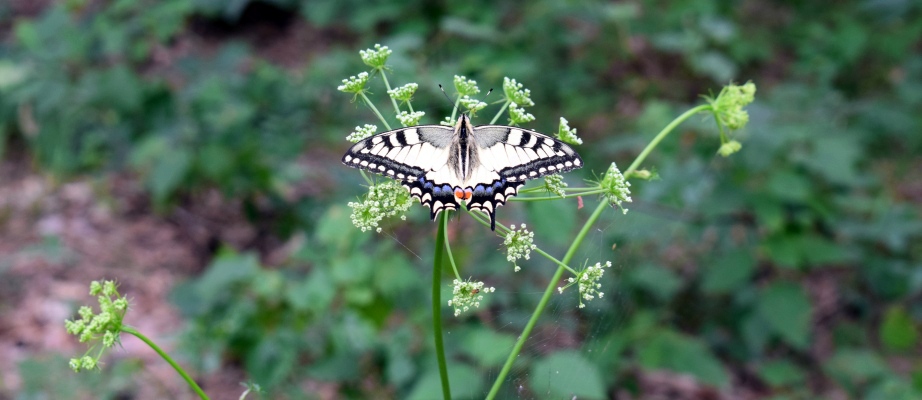
Подалірій, заповідне урочище «Куквин»

## Водні об'єкти та їхній гідрологічний режим

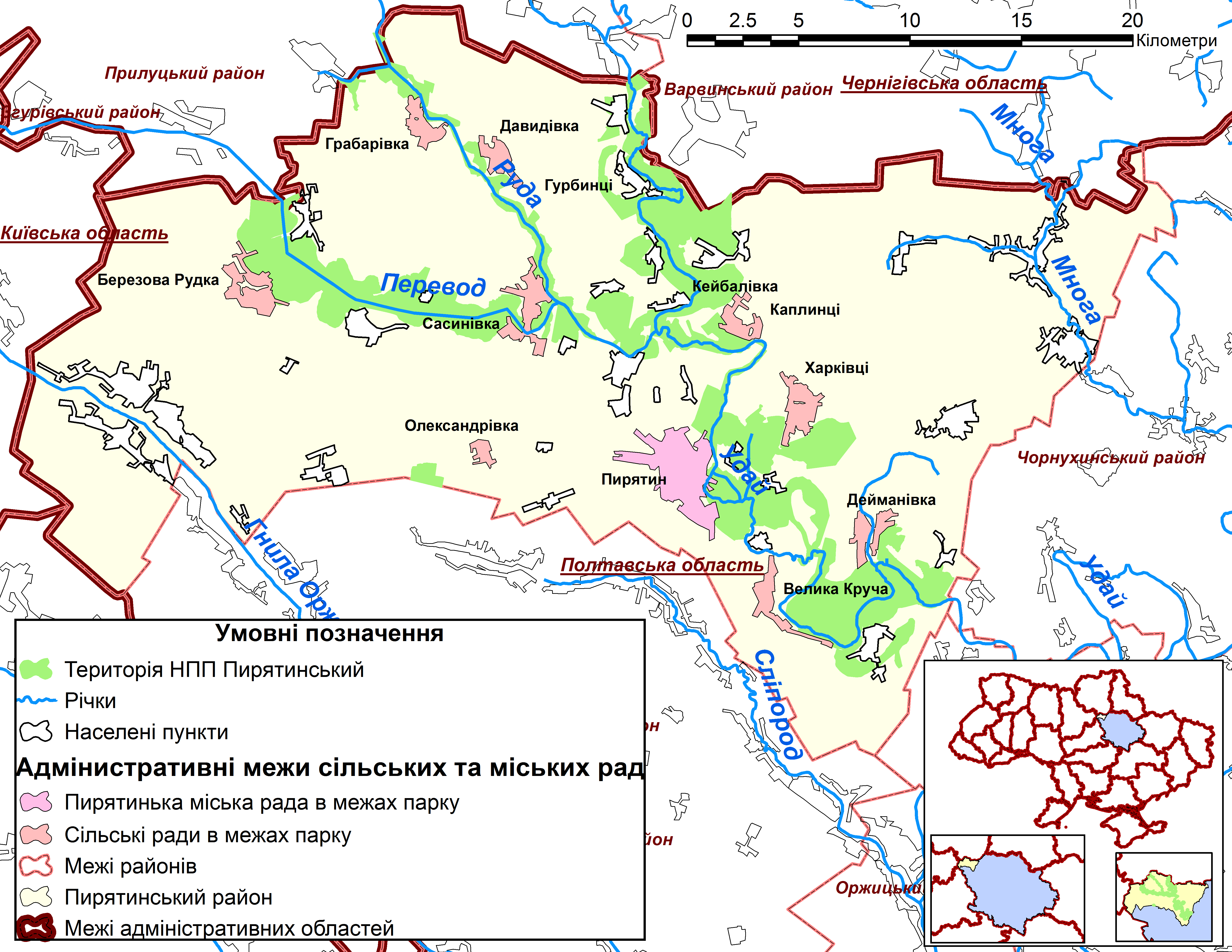
Розташування національного природного парку «Пирятинський» та його водні об'єкти

Територія НПП «Пирятинський» практично повністю зосереджена в межах басейну річки Удай , притоки другого порядку р. Дніпро (притока першого порядку р. Сула). Винятком є лише гідрологічний заказник «Пологи», який розташований у басейні р. Сліпорід. НПП «Пирятинський» розміщений у нижній течії річки Удай, яка протікає територією парку в центральній його частині. На 113,7 км від гирла р. Удай в межах парку до Удаю впадає найбільша його притока — р. Перевод. Річка Перевод] — друга за розмірами водна артерія нацпарку. До Переводу (на 5,8 км від гирла р. Перевод) впадає третя річка парку Руда.

### Водотоки НПП «Пирятинський» та їх характеристики
| № | Назва   | Впадає  | Площа басейну, км2  | Довжина, км | Довжина, км   | Наявність у басейні, км2 | Наявність у басейні, км2 | Наявність у басейні, км2 |
| - | ------- | ------- | ------------------- | ----------- | ------------- | ------------------------ | ------------------------ | ------------------------ |
| № | Назва   | Впадає  | Площа басейну, км2  | загальна**  | в межах парку | ліси                     | болота                   | озера                    |
| 1 | Удай    | Сула    | 7066 (4266 / 5976)* | 341         | 61,6          | 240                      | 630                      | 19                       |
| 2 | Перевод | Удай    | 1260                | 65          | 22,3          | 8                        | 115                      | 2                        |
| 3 | Руда    | Перевод | 515                 | 42          | 14,4          | 0,8                      | 26                       | 0,8                      |

- * у дужках наведені показники площі басейну р. Удай північніше парку (с. Нова Гребля) / південна межа парку (с. Повстин)   ** уточнено за топографічною картою масштабу 1:100000

### Водні об'єкти НПП «Пирятинський»

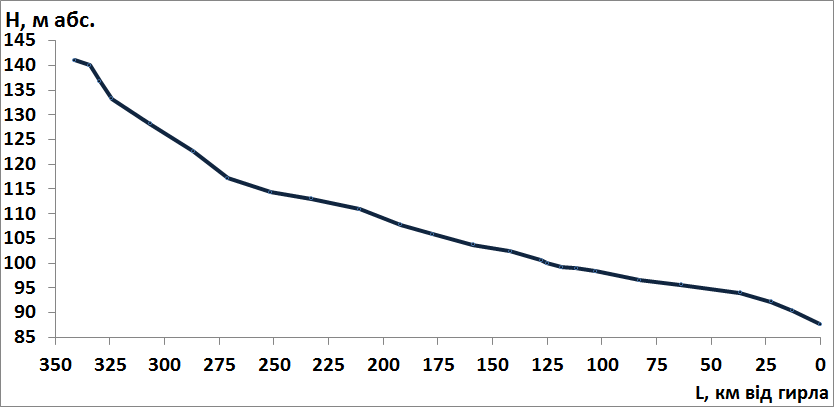
Поздовжній профіль р. Удай

#### РічкаУдай
Річка Удай — притока 2-го порядку річки Дніпро, 1-го порядку річки Сула. Площа басейну річки Удай становить 7066 км². Довжина річки 341 км (в межах парку 61,6 км). Річка Удай входить на територію парку та Пирятинського району на відстані 133,9 від гирла, витікає за їх межі на відстані 72,3 км від гирла. Площа прибережних захисних смуг у межах Пирятинського району — 620,5 га, площа водоохоронної зони — 3707,3 га. Водозбірна площа р. Удай до північної межі парку 4266 км² (с. Нова Гребля), до південної межі парку 5976 км² (с. Повстин). У басейні Удаю площа лісів становить 240 км², що становить 3,4% від площа басейну. Болота займають 8,92% площі басейну, а саме 630 км². Озерність басейну незначна. Площа озер менше 1% (0,27%) площі басейну Удаю, а саме 19 км². Річка Удай бере свій початок у с. Рожнівка Ічнянського району Чернігівської області. Абсолютна відмітка витоку 141 м. Впадає Удай в річку Сула на 171 км від її гирла поблизу с. Березоточа Лубенського району Полтавської області. Відмітка гирла 87,6 м абс. Загальне падіння русла Удаю становить 53,4 м, похил річки 0,157 м/км. 

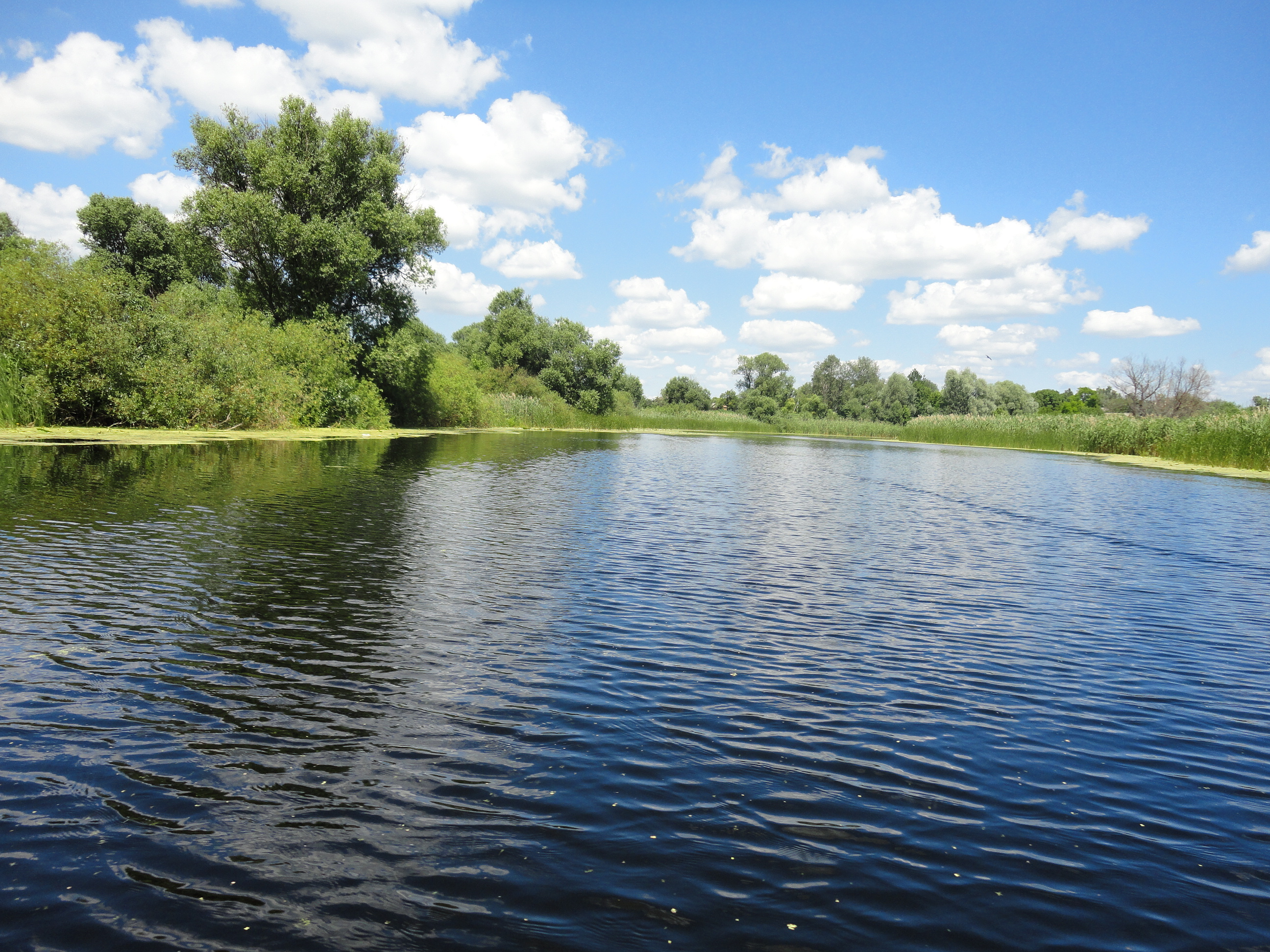
Річка Удай, поблизу с. Кейбалівка

Басейн Удаю має неправильну, грушоподібну форму. Його довжина 140 км, середня ширина 50 км, максимальна ширина 100 км. Густота яружно-балкової мережі досягає 0,75–1,00 км/км². Річкова мережа розвинена добре. Густота річкової мережі становить 0,32 км/км² (0,15 км/км² без врахування водотоків довжиною менше 10 км). Враховуючи асиметричність басейну відносно р. Удай, густота лівобережної частини басейну (0,50–0,70 км/км²) суттєво перевищує правобережну (0,20–0,30 км/км²). Найбільша абсолютна відмітка басейну становить 190 м.

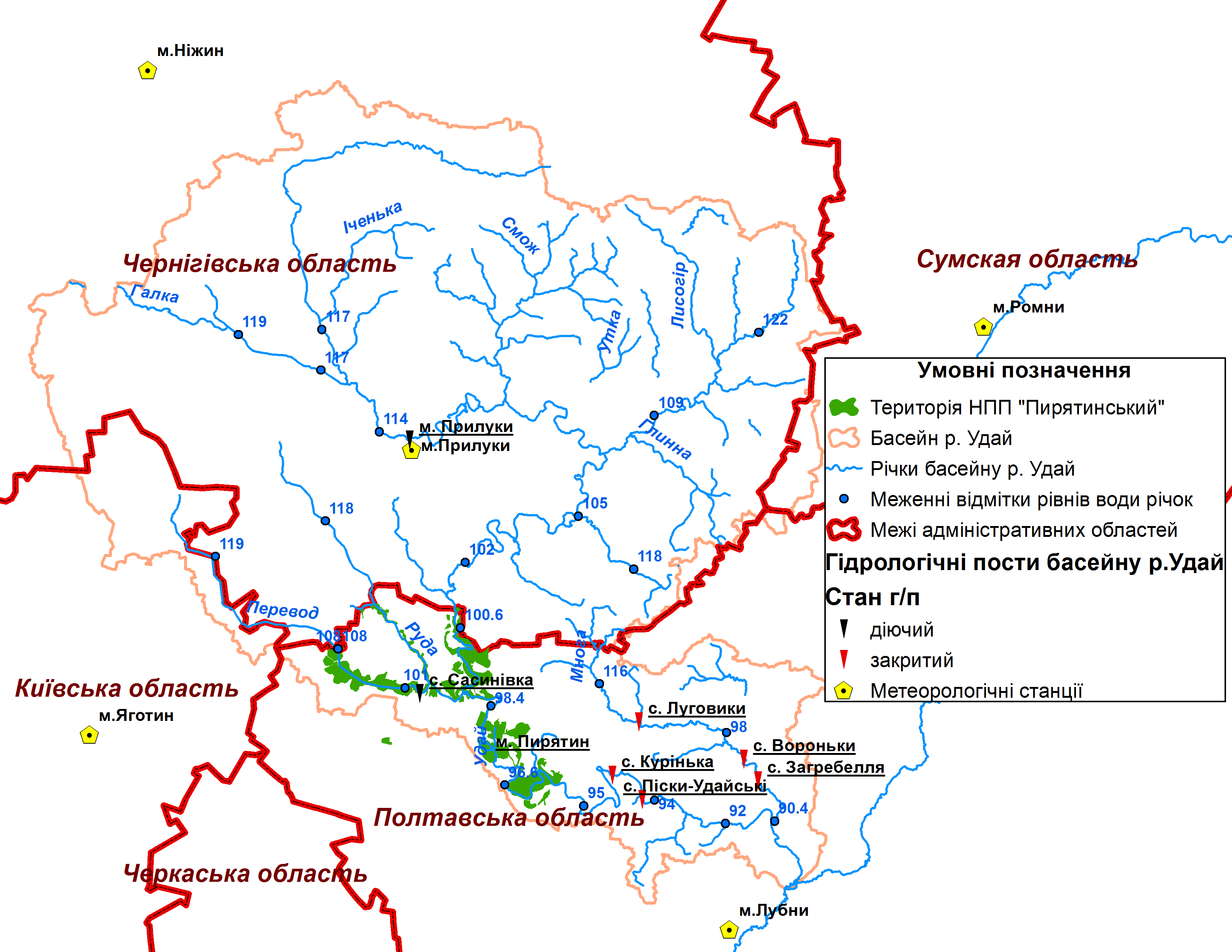
Розташування НПП «Пирятинський» в басейні р. Удай та мережа гідрометеорологічних спостережень басейну р. Удай

Річкова долина Удаю звивиста, до гирла р. Галка — неясно виражена, на іншому проміжку трапецієподібна. Середня ширина долини 4,0–6,0 км, найбільша 8,0 км (с. Варва, с. Повстин), найменша 3,0 км (м. Прилуки). Схили долини заввишки 30–50 м, іноді зменшуються до 10–15 м. Правий схил крутий та помірно крутий, лівий — помірно крутий та пологий. У середній та нижній течії біля підніжжя схилів долини наявні місця розвантаження ґрунтових вод. 
Заплава річки Удай низька, двостороння, чергується берегами. Ширина заплави 1,5–2,0 км, іноді розширюється до 5,5 км (с. Заїзд) та звужується до 0,2 км (с. Нова Гребля, с. Велика Круча). Заплава Удаю переважно є очеретяним болотом, вкритим шаром води 0,1–0,5 м або сильно перезволоженою лукою. Винятком є верхів'я Удаю, де заплава суха, лучна, з рівною поверхнею. Навесні у верхній течії заплава затоплюється на 10–15 діб, у середній та нижній течії тривалість затоплення може становити 2–4 місяці. Шар затоплення в нижній течії іноді становить 1,00–1,25 м.

### Території природно-заповідного фонду
Нерідко оголошенню національного парку або заповідника передує створення одного або кількох об'єктів природно-заповідного фонду місцевого значення. В результаті великий НПП фактично поглинає раніше створені ПЗФ. Проте їхній статус зазвичай зберігають. 
До складу території національного природного парку «Пирятинський» входять такі об'єкти ПЗФ України:
- Заказник загальнодержавного значення «Дейманівський», ландшафтний
- Заказник загальнодержавного значення «Куквинський», гідрологічний
- Парк-пам'ятка садово-паркового мистецтва загальнодержавного значення «Березоворудський парк»
- Заказник місцевого значення «Харківецький», гідрологічний
- Заказник місцевого значення «Гурбинський», гідрологічний
- Заказник місцевого значення «Сасинівський», гідрологічний
- Заказник місцевого значення «Березоворудський», гідрологічний
- Заказник місцевого значення «Давидівський», гідрологічний
- Заказник місцевого значення «Леляківський», зоологічний
- Заказник місцевого значення «Лісопарк Острів Масальський», ландшафтний
- Заповідне урочище місцевого значення «Куквин»

## Лелека Грицько
Науковці парку організували і здійснюють цілодобове спостереження за гніздом пари білих лелек — Грицька та Одарки — у селі Леляки Лубенського району.
Вперше засоби стеження було встановлено у 2023 році, після того, як замість зруйнованого буревієм гнізда лелек встановили штучну платформу. Птахи живуть у Леляках вже не перший рік, камеру для спостереження мали встановити ще у 2022 році, але цим планам завадила російсько-українська війна — прилади на початок вторгнення перебували на окупованій території Харківщини. Після початку спостереження розпочалася цілодобова трансляція на Youtube-каналі «Лелека Грицько».
Науковці були змушені припинити трансляцію на прохання Служби безпеки України, оскільки у поле зору камери потрапляла міжміська траса Р67.
10 березня 2024 року трансляцію було відновлено, але лелека ще не прилетів, з'явився він лише 19 березня.
Відзнятий відеоматеріал використовується вченими та студентами кафедри екології та зоології КНУ ім. Тараса Шевченка для вивчення гніздової поведінки лелек.

## Галерея

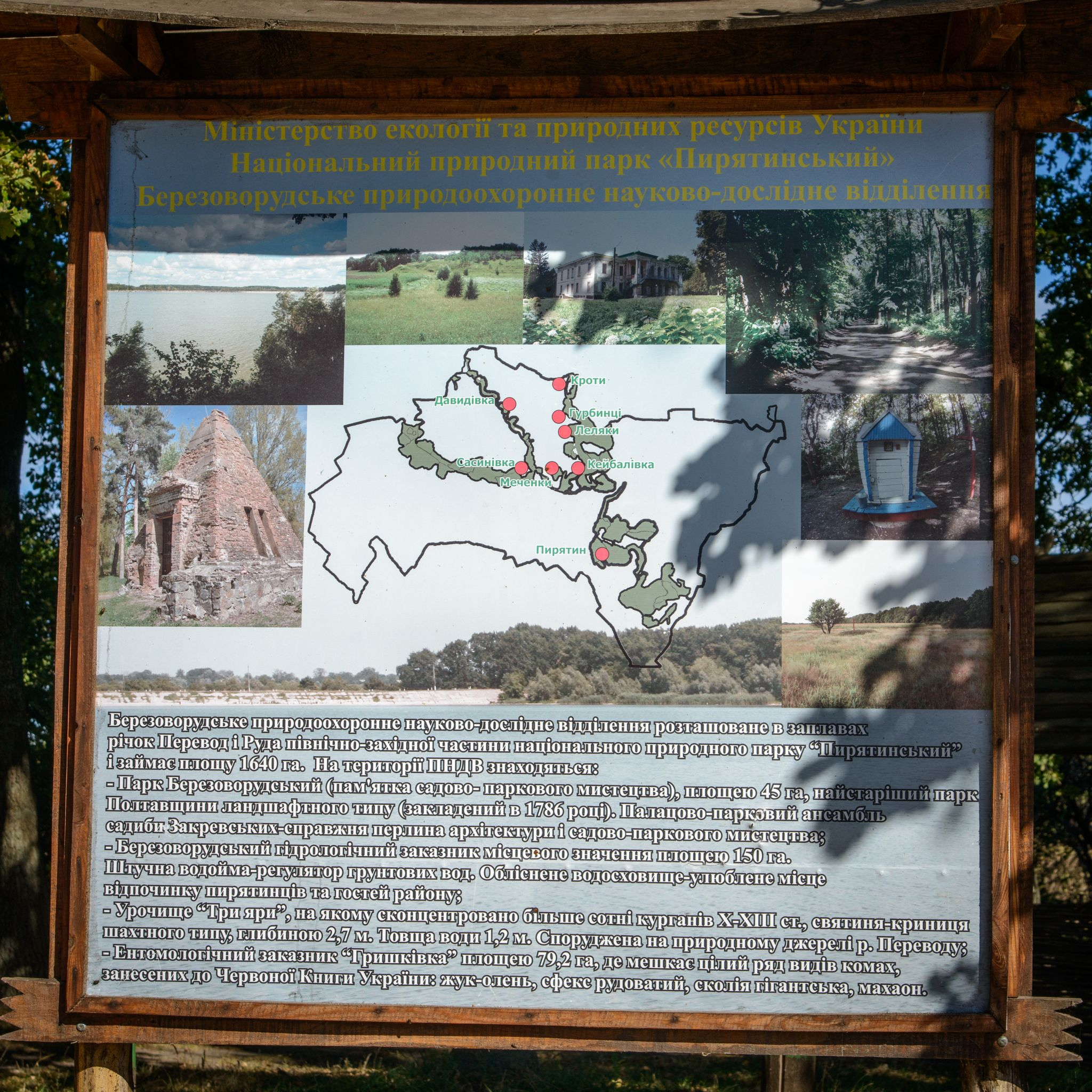
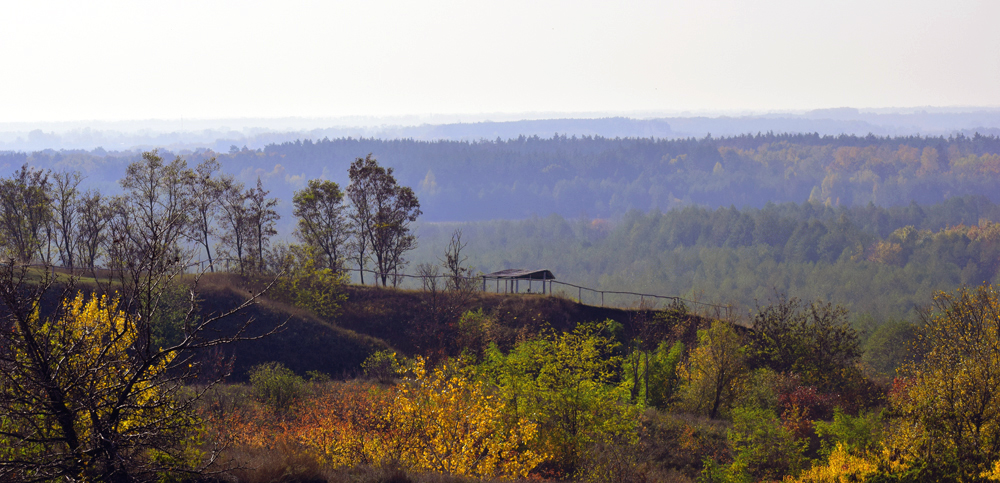
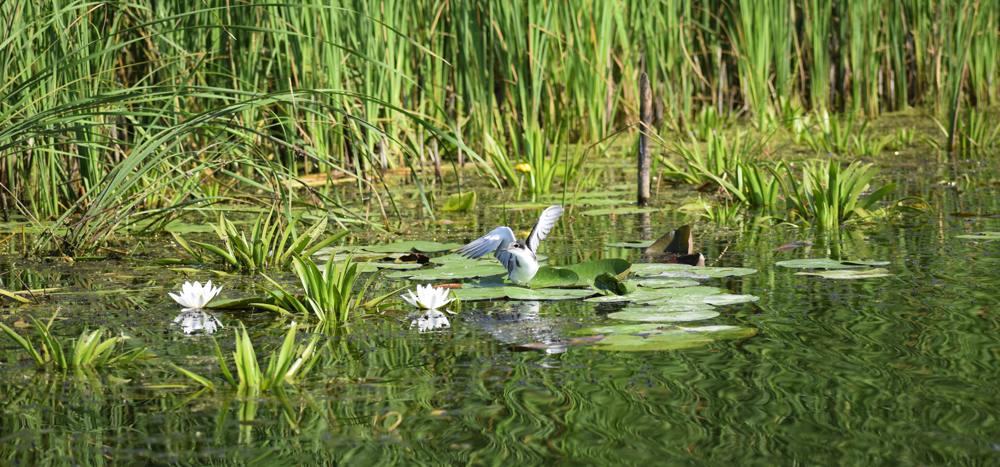
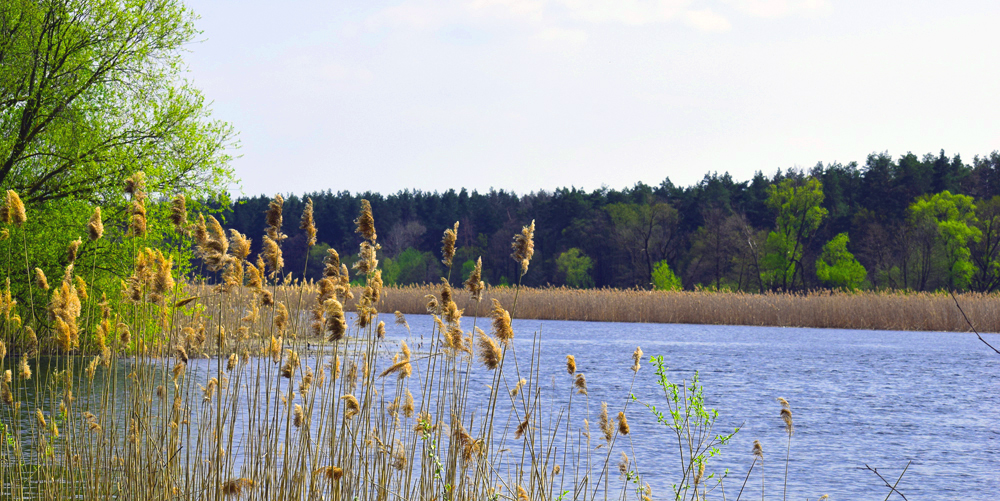
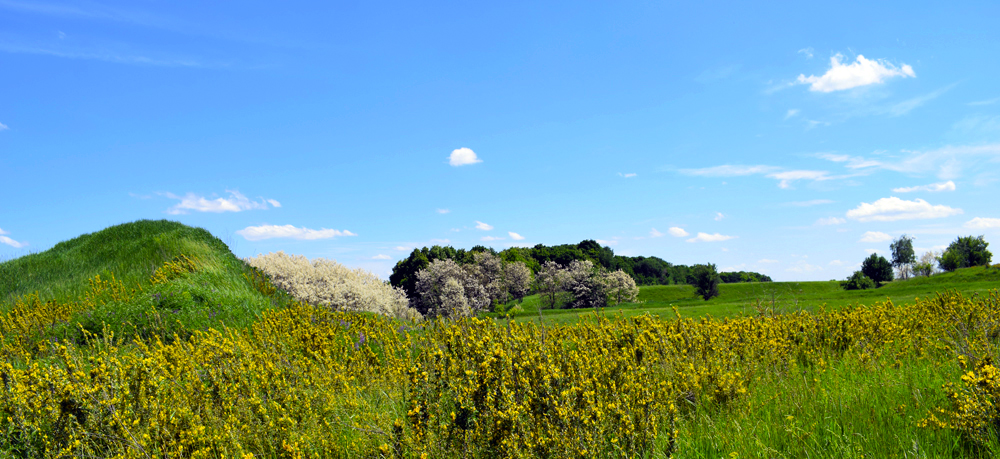
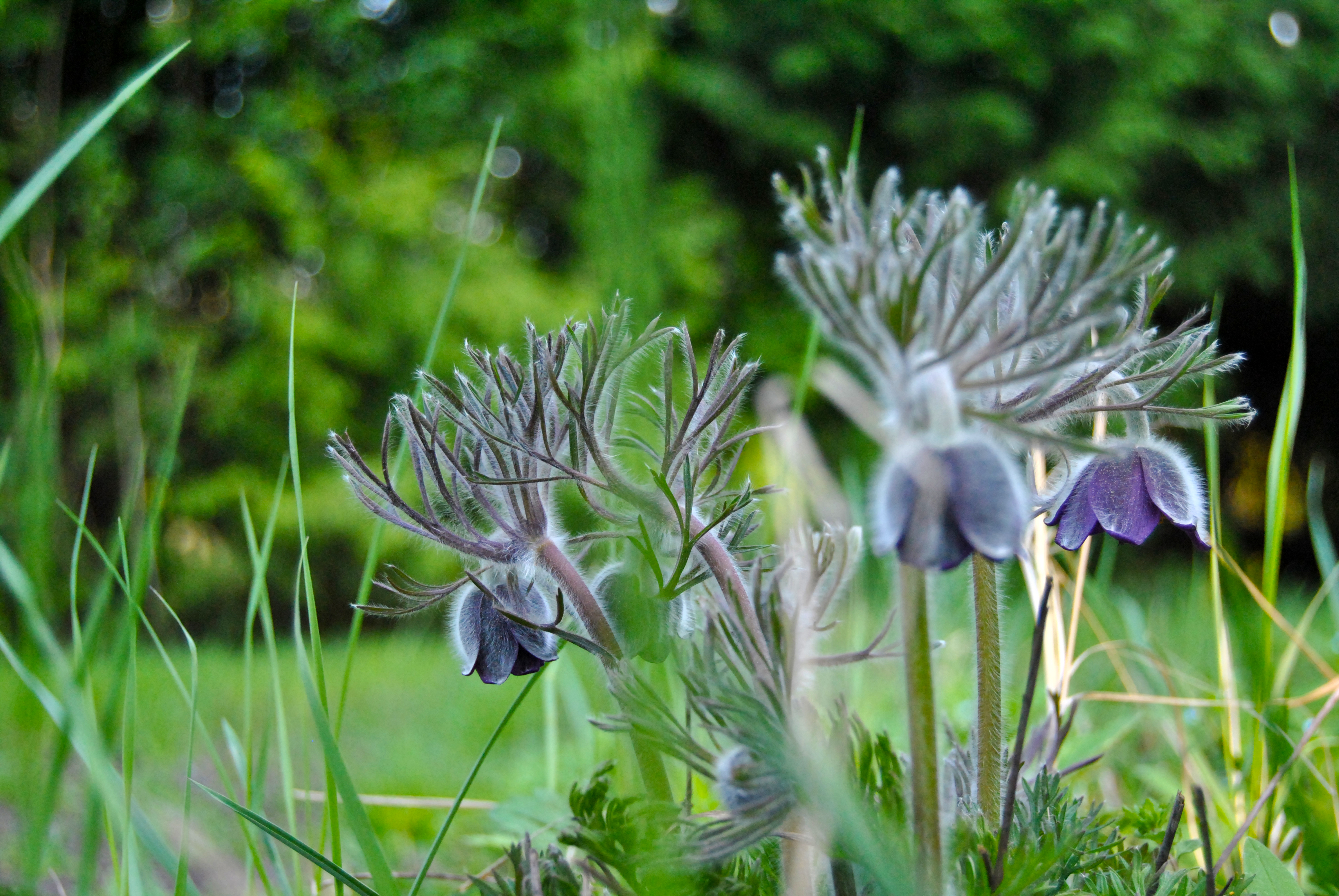
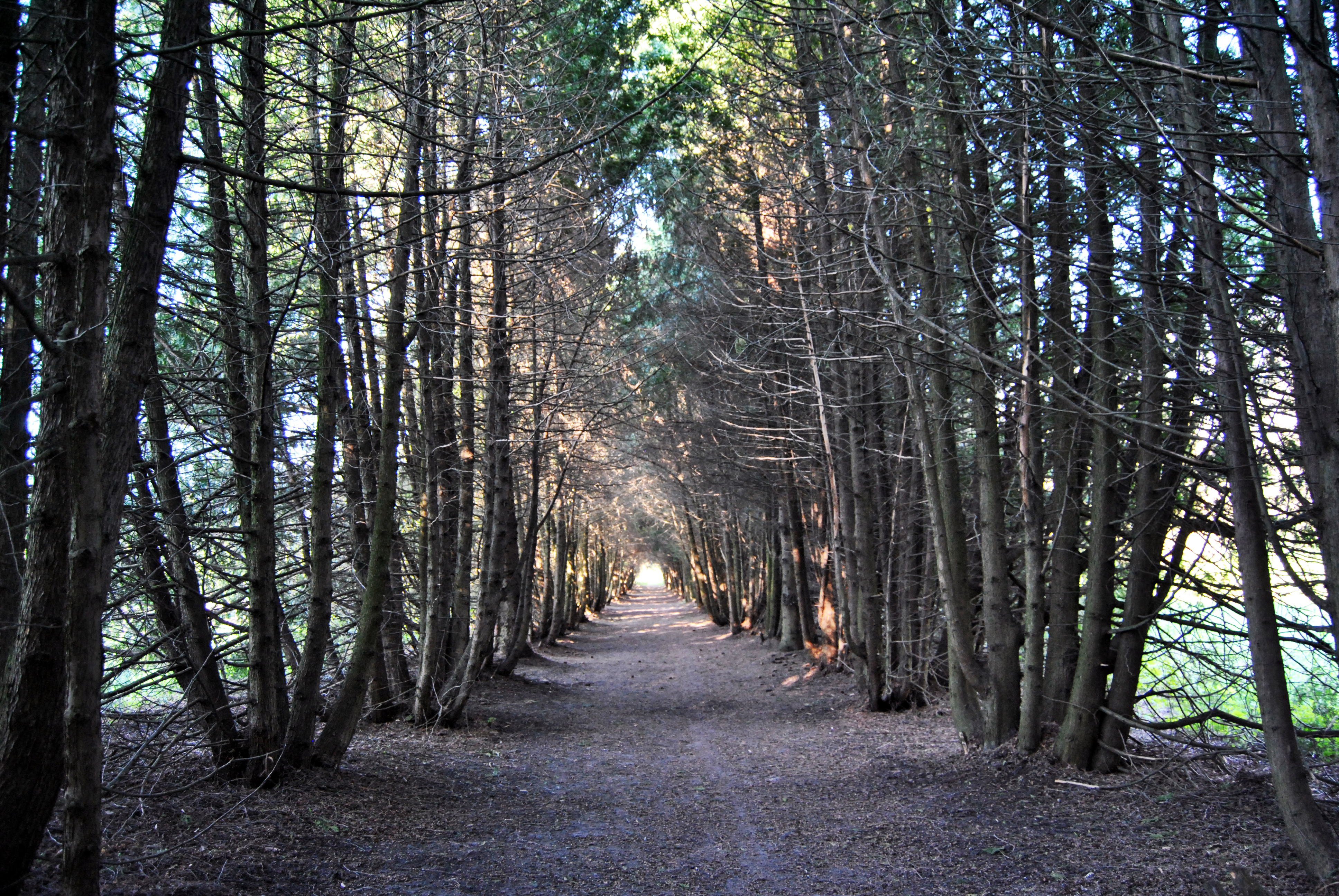
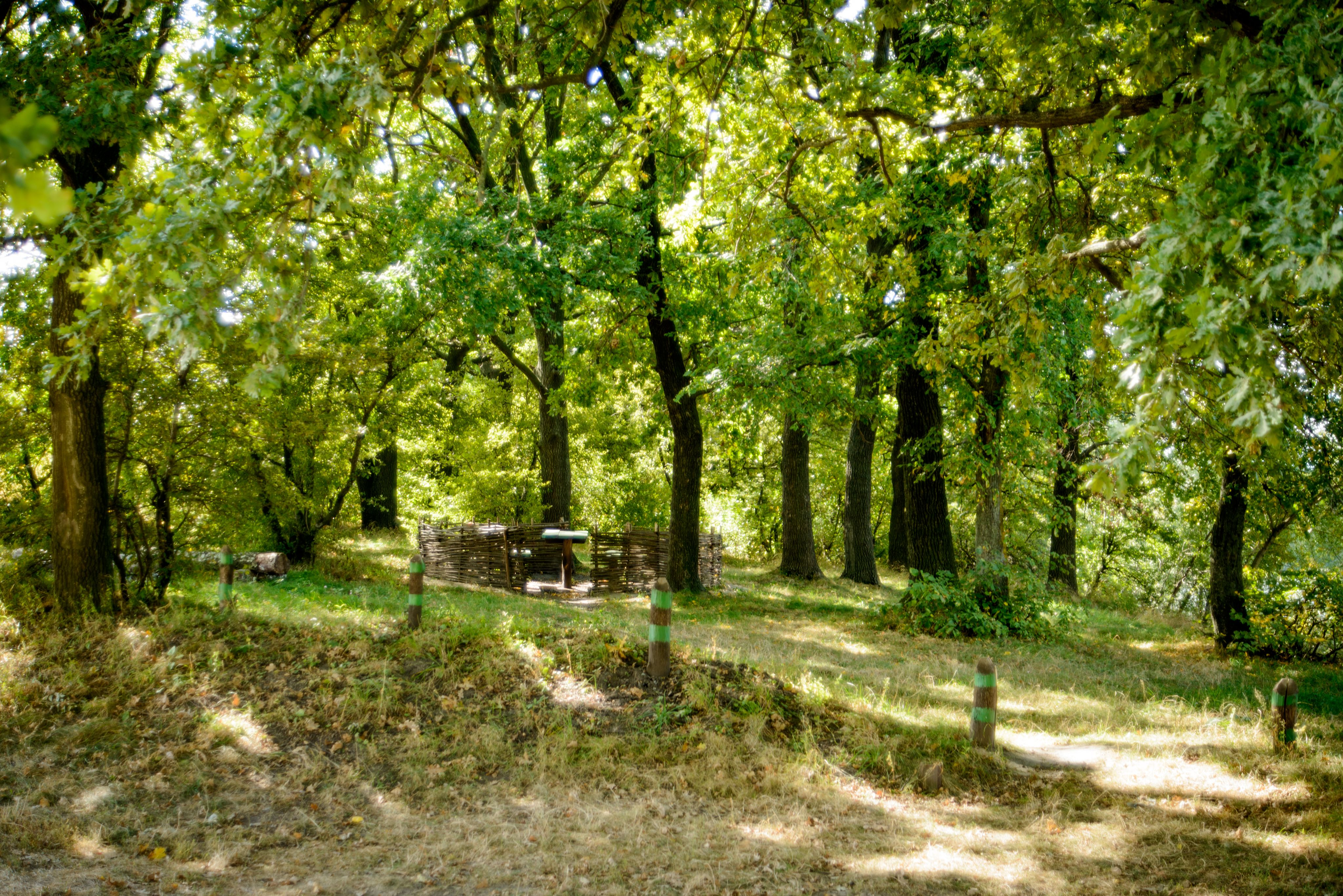
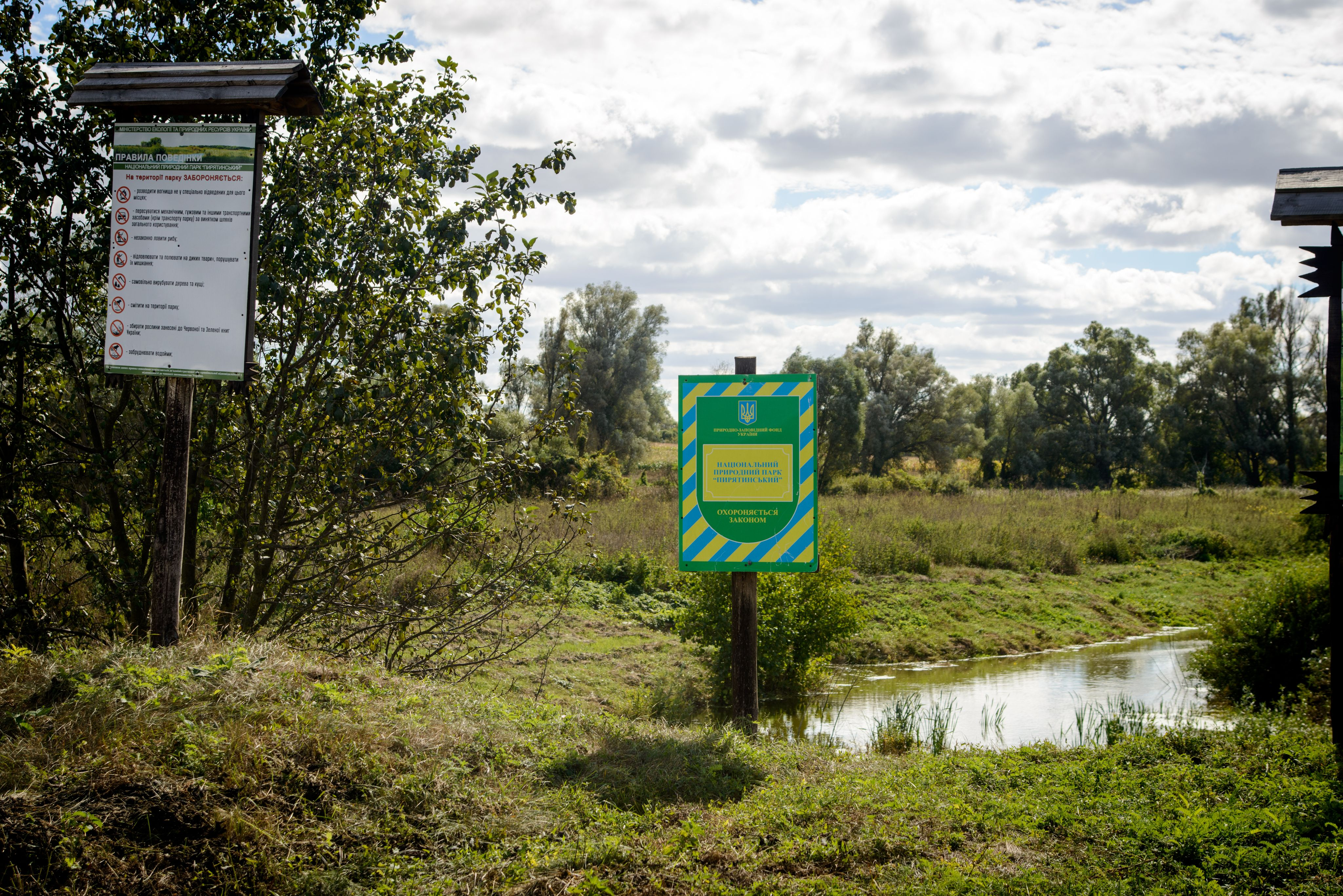
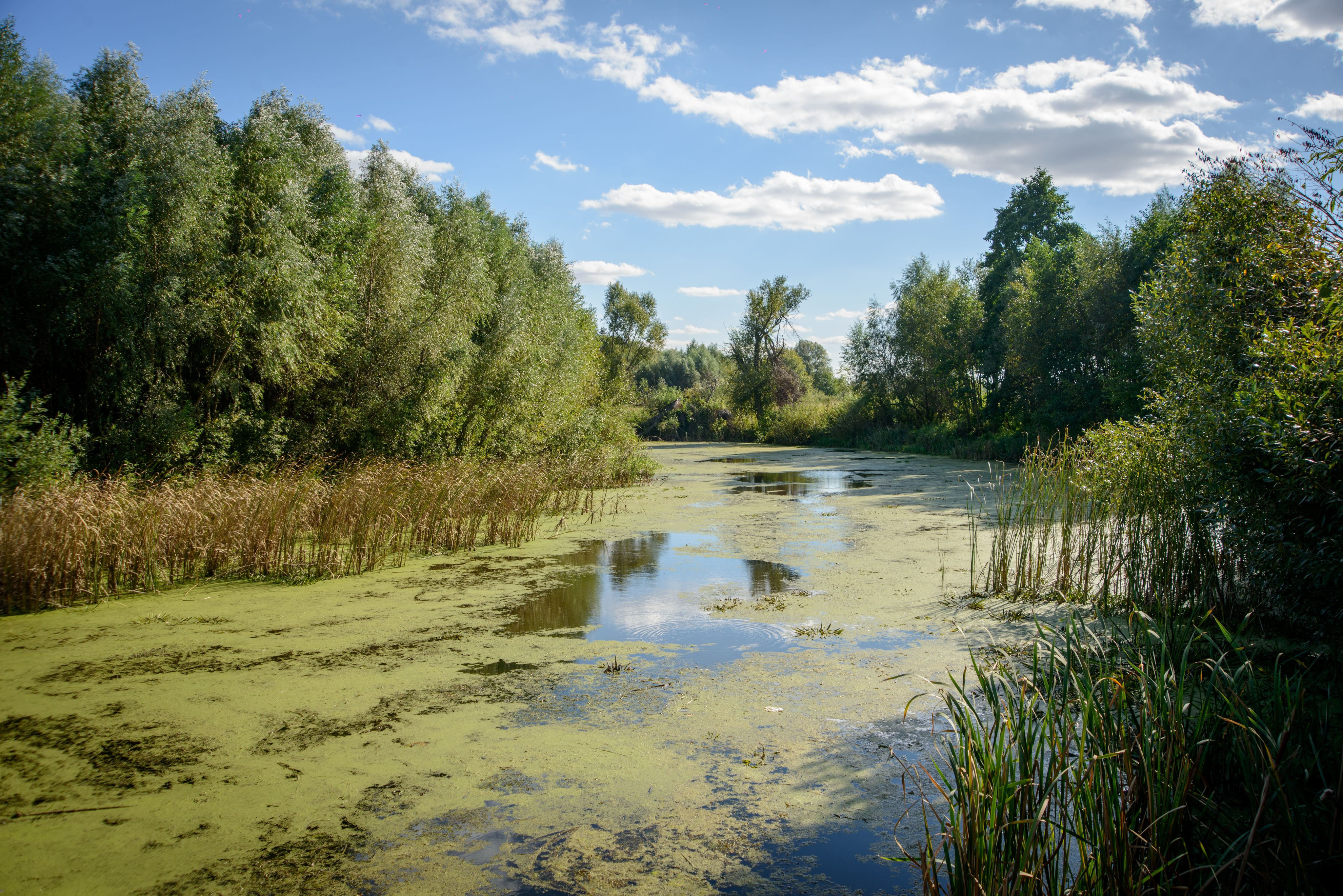
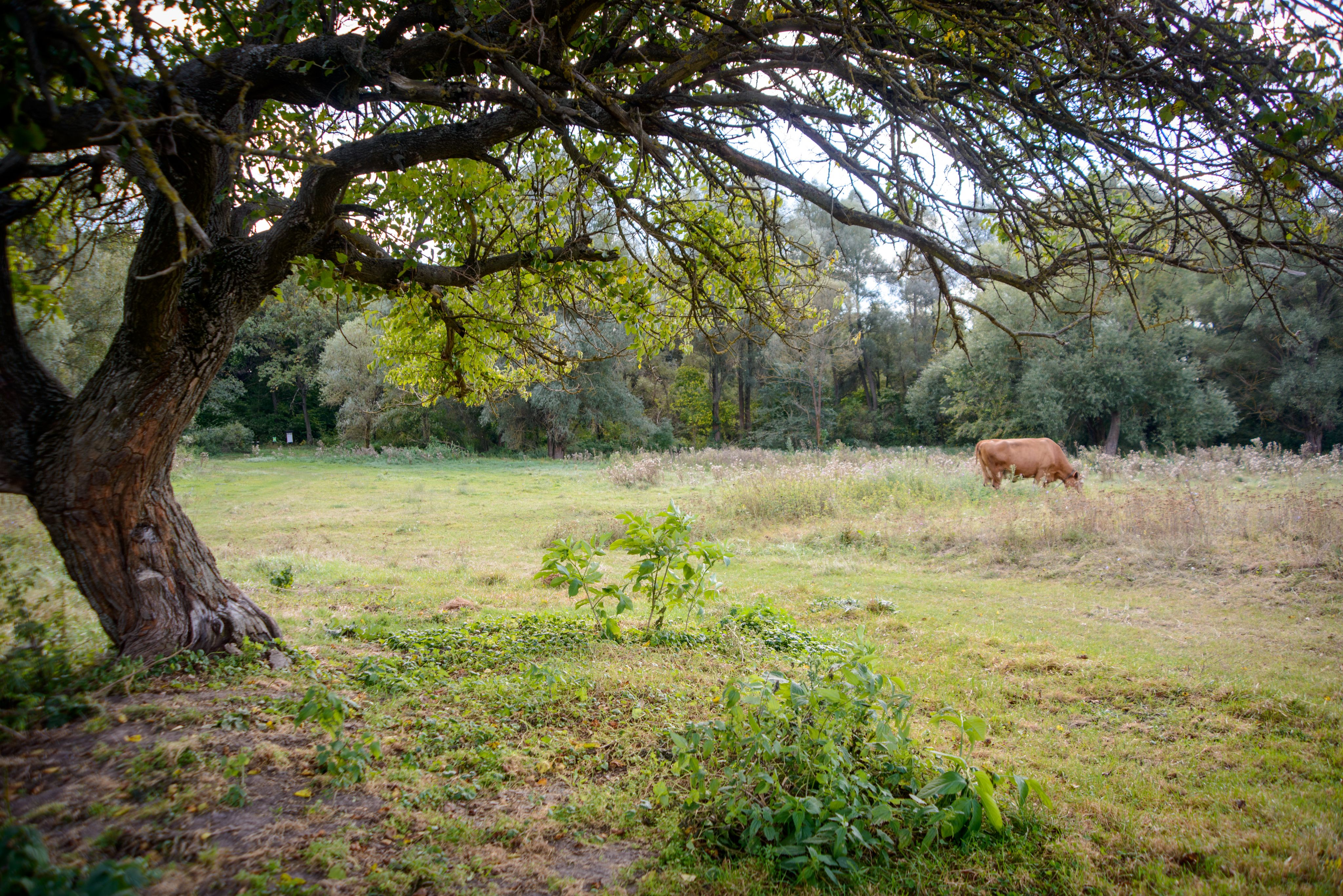
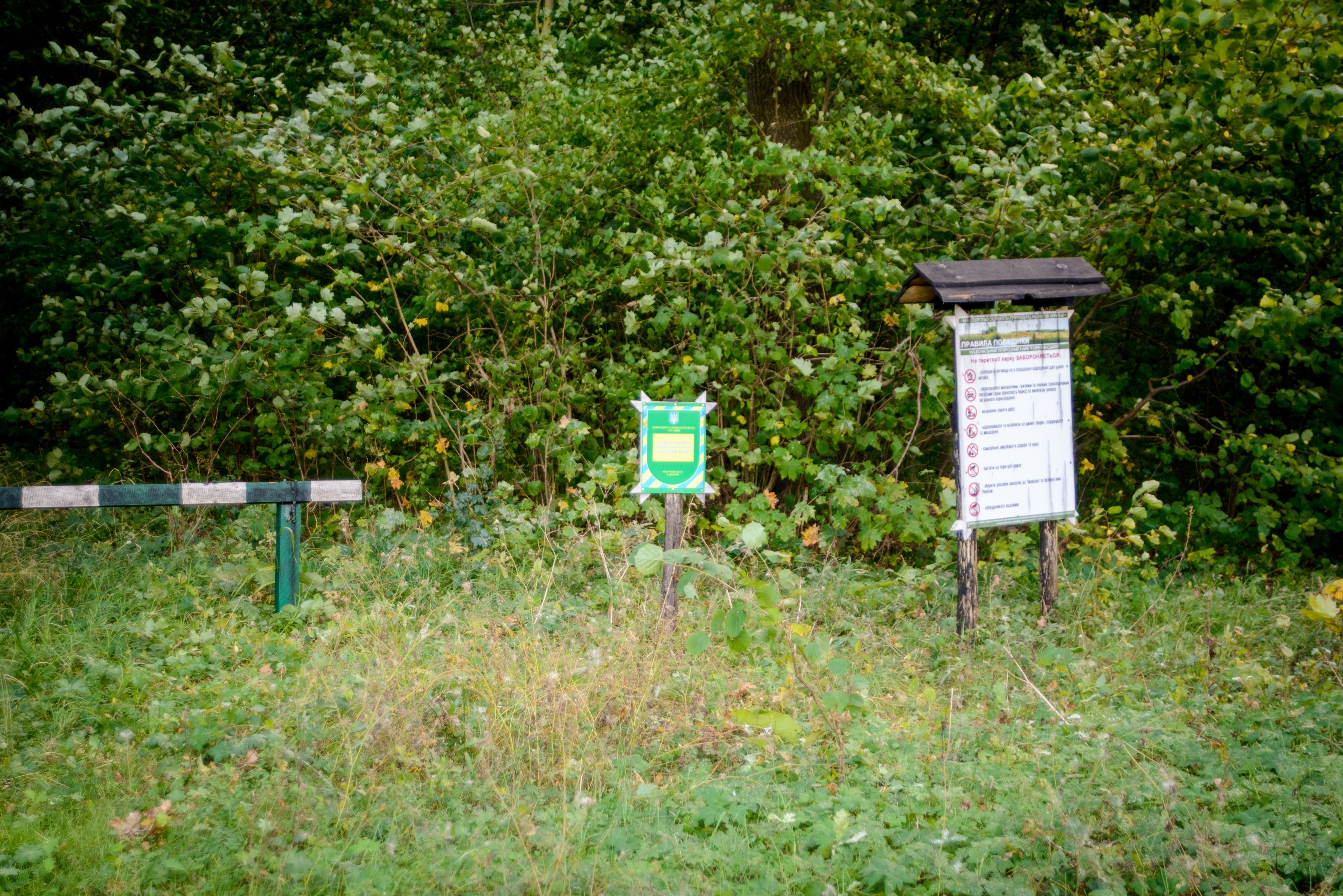
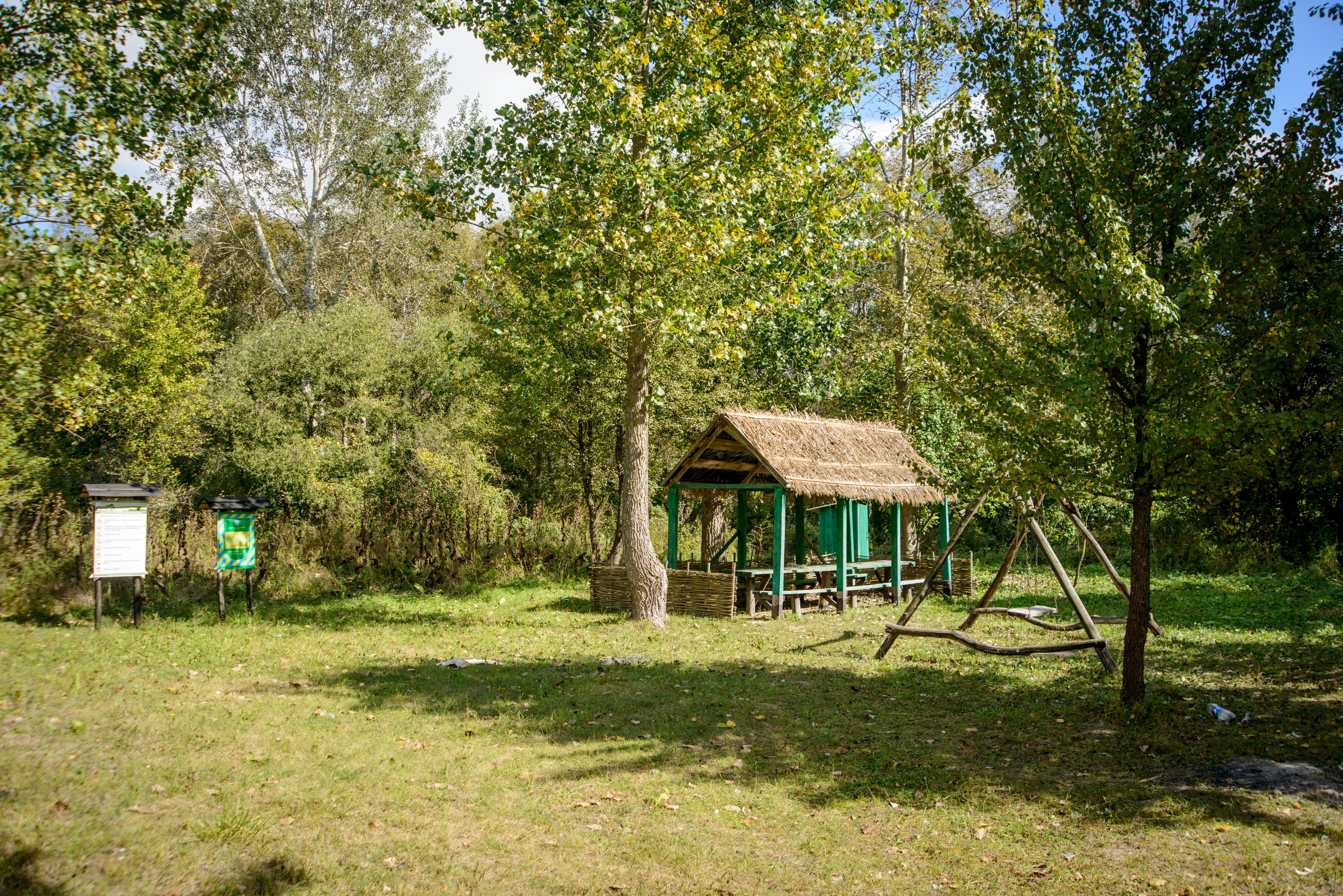
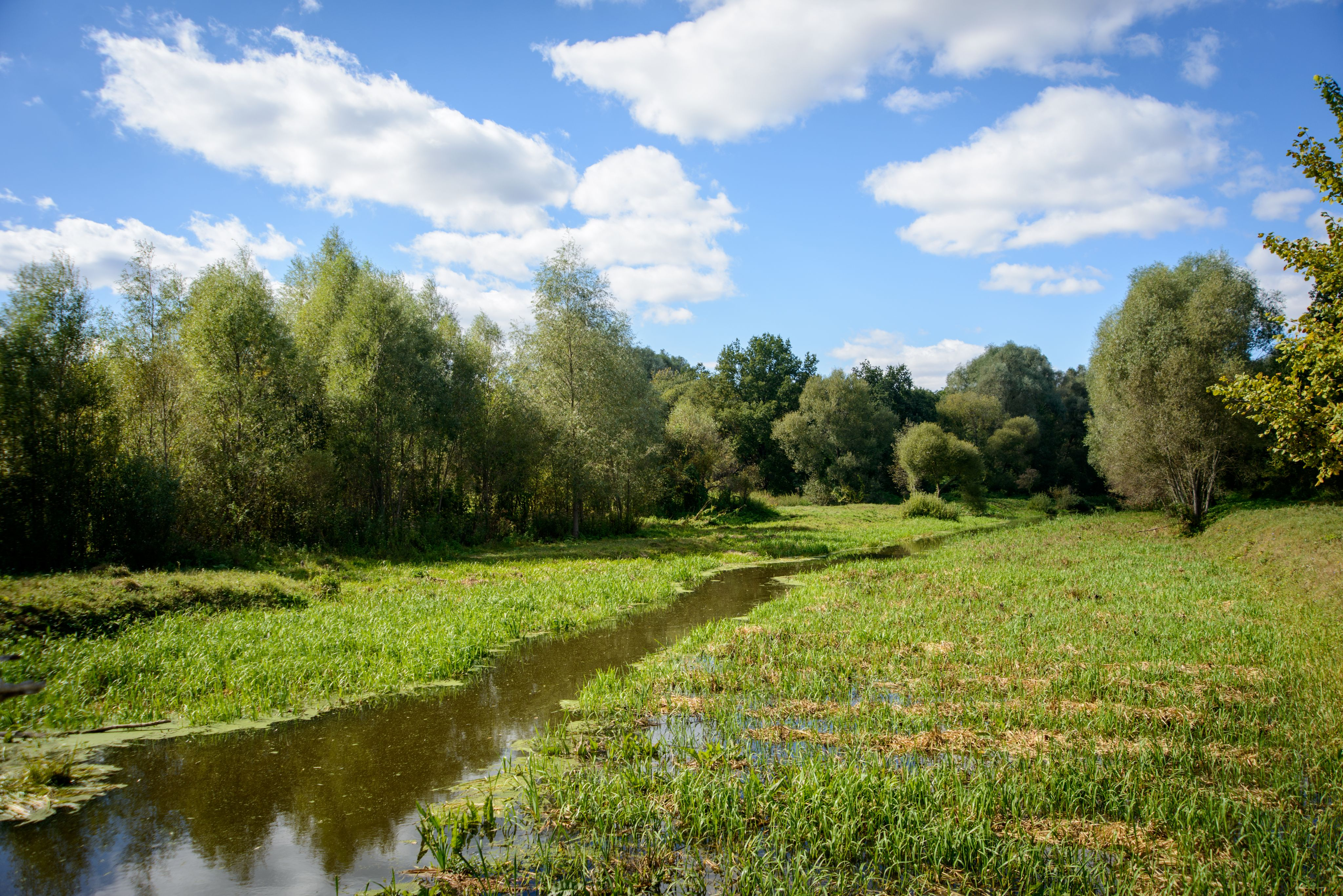
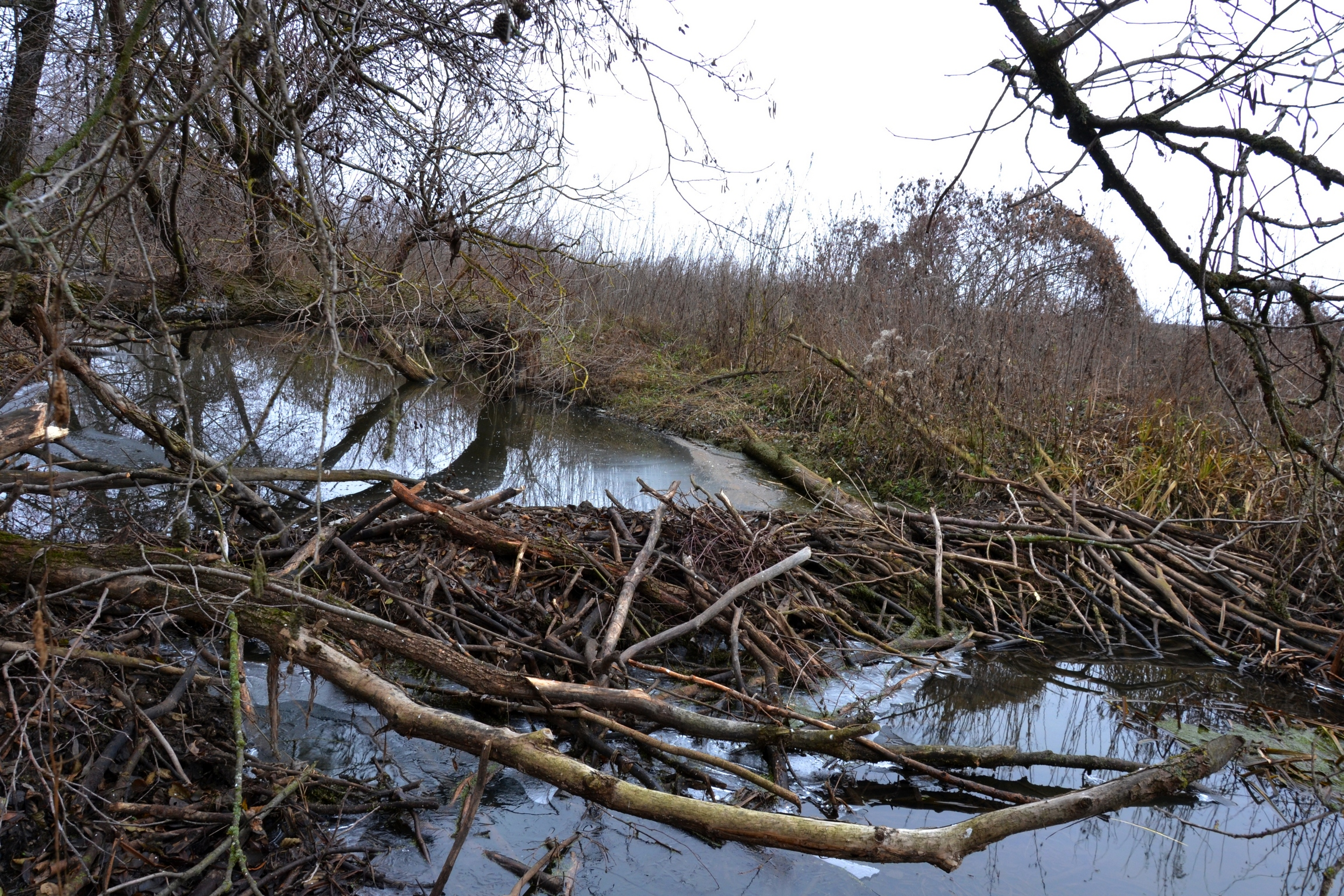

## Виноски
1. ↑  Національний природний парк "Пирятинський" офіційний сайт. www.npp-p.org.ua. Процитовано 28 липня 2022.
2. 1 2  Абдулоєва, Оксана; Данько, Костянтин; Проценко, Юрій; Подобайло, Анатолій (2017). Природа національного природного парку «Пирятинський»: монографія / Абдулоєва О.С., Данько К.Ю., Проценко Ю.В., Подобайло А.В. — К. : Талком, 2017. — 179 с. ISBN 978-617-7397-35-8 (Українська) . Київ: Талком. с. 179. ISBN 978-617-7397-35-8.
3. ↑  Кононенко, Олег, ред. (16 травня 2023). Птах-символ України. З гнізда лелеки Грицька запущено цілодобовий стрім. nv.ua. Архів оригіналу за 16 травня 2023. Процитовано 23 березня 2024.
4. ↑  Душенко, Альона (15 березня 2023). На Полтавщині ведуть цілодобове відеоспостереження за гніздом лелек. Кременчуцький ТелеграфЪ. Архів оригіналу за 23 березня 2024. Процитовано 23 березня 2024.
5. ↑  Поліковська, Юлія (15 травня 2023). На Полтавщині запустили цілодобовий стрим з лелечого гнізда. Детектор медіа. Архів оригіналу за 23 березня 2024. Процитовано 23 березня 2024.
6. ↑  Барсукова, Олена (15 травня 2023). Лелека Грицько: нацпарк на Полтавщині запустив цілодобовий стрім з лелечого гнізда. УП. Життя. Архів оригіналу за 23 березня 2024. Процитовано 23 березня 2024. {{cite web}}: символ зміни рядка в |website= на позиції 20 (довідка)
7. ↑  Стрім з гнізда лелеки Грицька на Полтавщині. Texty.org.ua. 16 травня 2023. Архів оригіналу за 23 березня 2024. Процитовано 23 березня 2024.
8. ↑   Канал «Лелека Грицько» на YouTube
9. 1 2  Згура, Дарія (11 березня 2024). На Полтавщині науковці відновили стрим з гнізда лелеки Грицька. Кременчуцький ТелеграфЪ. Архів оригіналу за 23 березня 2024. Процитовано 23 березня 2024.
10. ↑  На Полтавщину повернувся лелека Грицько: з його гнізда вперше запустили стрим на YouTube. Букви. 20 березня 2024. Архів оригіналу за 23 березня 2024. Процитовано 23 березня 2024.